# Anna Maria Bietti Sestieri
Anna Maria Bietti Sestieri (7 de diciembre de 1942-2 de julio de 2023) fue una arqueóloga italiana afiliada a la Universidad del Salento cuya investigación se centra en la prehistoria de su país.

## Formación y carrera
Bietti Sestieri recibió su título de grado en Etruscología después de haber estudiado en Roma bajo la orientación de Massimo Pallottino desde 1964 a 1966. A principios de la década de 1970 su investigación estuvo financiado por varias becas McNamara. A partir de 1974 trabajó como arqueóloga especializada en la prehistoria italiana para la Soprintendenza Archeologica de Roma y dirigió excavaciones de gran envergadura en aquel entonces. Desde 2003 hasta 2009 fue presidenta del Istituto Italiano de Preistoria e Protostoria y desde 1995 a 2003 fue Soprintendente archeologo dell’ Abruzzo. Desde 2006 era miembro del Departamento de Protohistoria Europea de la Universidad del Salento.

## Investigación
Ha realizado numerosas publicaciones sobre la prehistoria de Italia y también ha organizado varias exhibiciones en museos. Dirigió las excavaciones de la necrópolis de la Edad del Hierro Osteria dell'Osa, localizada al este de Roma. Ha realizado varias excavaciones en Italia aparte de esta, en localidades como Castiglione, Fidenae, Frattesina (Fratta Polesine, en Rovigo) y Specchia Artanisi (Ugento).

## Reconocimientos
Recibió el Premio Europa otorgado por The Prehistoric Society en 1999. En 1993 fue elegida como miembro corresponsal del Instituto Arqueológico de América.

## Obras

### Libros
- 1992. The iron age community of Osteria dell'Osa : a study of socio-political development in central Tyrrhenian Italy. Cambridge University Press. ISBN 9780521326285 [Reseñas: David Ridgway][10]
- 1992. La necropoli laziale di Osteria dell'Osa 3 v. Roma: Edizioni Quasar. ISBN 9788871400600.
- 1996. Protostoria: teoria e pratica. Rome: La Nuova Scientifica.[11]
- 2007. Bietti Sestieri, A.M., Ellen Macnamara; Duncan R Hook. Prehistoric metal artefacts from Italy (3500-720BC) in the British Museum. Publicación de la investigación (Museo Británico), no. 159. Londres: The British Museum. ISBN 9780861591596.
- 2010. L'Italia nell'età del bronzo e del ferro : dalle palafitte a Romolo (2200-700 a.C.). con CD-ROM. Roma: Carocci. ISBN 9788843052073.

### Artículos
- 2008. "L’età del bronzo finale nella penisola italiana" Padusa 44, n.s:7-54.
- Bietti Sestieri, A.M., C. Giardino, M.A.Gorgoglione. 2010. "Metal finds at the Middle and Late Bronze Age settlement of Scoglio del Tonno (Taranto, Apulia): results of archaeometallurgical analyses" Trabajos de Prehistoria 67.2:457-68.